# Хеспирија (Калифорнија)
Хеспирија (енгл. Hesperia) град је у америчкој савезној држави Калифорнија. По попису становништва из 2010. у њему је живело 90.173 становника.

## Демографија
Према попису становништва из 2010. у граду је живело 90.173 становника, што је 27.591 (44,1%) становника више него 2000. године.
| Група             | 2000.          | 2010.          |
| Белци             | 39.057 (62,4%) | 37.027 (41,1%) |
| Афроамериканци    | 2.522 (4,0%)   | 5.226 (5,8%)   |
| Азијати           | 670 (1,1%)     | 1.884 (2,1%)   |
| Хиспаноамериканци | 18.400 (29,4%) | 44.091 (48,9%) |
| Укупно            | 62.582         | 90.173         |